# 鄭珍

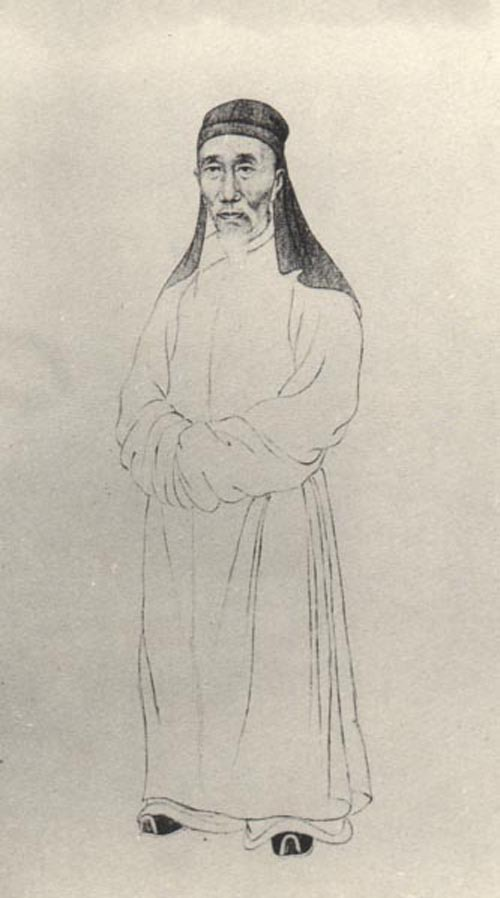
鄭珍

鄭 珍（てい ちん、Zheng Zhen、嘉慶11年3月10日（1806年4月28日） - 同治3年9月17日（1864年10月18日））は、清の儒学者・詩人。字は子尹、号は柴翁。

## 略歴
貴州省遵義府遵義県沙灘出身。諸書に通じ、道光5年（1825年）に貢生となった。道光8年（1828年）に秀才となり、道光17年（1837年）に挙人となった。古州庁学訓導・茘波県学教諭を務め、何度か会試に挑戦したものの合格できなかった。咸豊5年（1855年）、ミャオ族の蜂起軍が茘波を攻撃した時に、兵を率いて県城を守った。
経学については李慈銘は『越縵堂日記』の中で「子尹の『経説』は1巻のみではあるが、内容は精密で一貫しており、優れている」と評しており、詩については張裕釗が『国朝三家詩鈔』で施閏章・姚鼐とともに清朝三大詩人としてあげている。

## 著書
- 『説文逸字』
- 『巣経巣詩鈔』9巻